# Спрінгфілд (Сімпсони)
Спрінгфілд (англ. Springfield) — місто, де відбуваються події мультсеріалу «Сімпсони». Режисер Метт Грейнінг заявив в інтерв'ю журналу Smithsonian, що ще в дитинстві він був шанувальником телешоу Father Knows Best («Батько знає краще»), дія якого розгорталася в місті Спрінгфілд, що розташоване за 160 кілометрів від його рідного Портленда в штаті Орегон.
Засноване в 1796 році Джебедаєю Спрінгфілдом, місто було більше схоже на невелике містечко, ніж на мегаполіс. Попри це, там знаходяться атомна електростанція, Церква Спрінгфілда, дві початкові школи (Початкова Школа Спрінгфілда і Початкова Школа Західного Спрінгфілда), спрінгфілдські підготовчі курси, Університет Спрінгфілда, Спрінгфілдський Технологічний Інститут, декілька музеїв, зокрема й «Будинок Знань», бейсбольна команда нижчої ліги, аеропорт, океанська гавань і кальмаровий порт, прибережне казино, діловий район, Спрінгфілдська Ущелина, гірський масив, включаючи «Ріг Вбивці», трек для собачих перегонів, величезне звалище автопокришок (яке горить впродовж 35 років), гетто, російський квартал, Маленька Італія, грецький район, Маленький Бангкок, єврейський квартал, український квартал, «Таверна Мо» — бар, що належить Мо Сизляк, «Боулінг Барні» — зал для боулінгу, що належить дядькові Барні Ґамбла, і безліч інших визначних пам'яток.
Найближче до Спрінгфілду розташоване місто — Шелбівілль. Міста змагаються одне з одним у всьому, і це протистояння починається від конфлікту між їх засновниками — Джебедаєю Спрингфілдом і Шелбівіллем Менхеттеном. Менхеттен хотів заснувати місто, де будь-яка людина могла б одружуватися зі своєю двоюрідною сестрою, але Спрінгфілд відмовився підтримувати цю ідею, і тоді Шелбівілль, зі своїми послідовниками відокремились і заснували власне місто.

## Історія

### Заснування
Спрінгфілд (так само як і Шелбівілль) був заснований у 1796 році вихідцями з Мериленду, які покинули рідний дім у пошуках Нового Содому, після того, як неправильно витлумачили уривок з Біблії. Пращури теперішніх спрингфілдців жили в цій місцевості, яка мала назву Спрінж-Філд задовго до цього, але офіційно роком заснування Спрінгфілда вважається саме 1796-й. Саме в честь цієї події поселенці висадили лимонне дерево. Місто кілька разів ставало мішенню для нападів корінних жителів Америки, а також стало місцем проведення щонайменше двох битв під час громадянської війни в США.
Засновником міста був першопроходець Джебедая Спрингфілд, якого в місті шанують як сміливця і героя, і бронзова статуя якого прикрашає головну міську площу. Як говорять легенди, він був настільки сильним, що одного разу йому вдалося осідлати дикого буйвола, а іншого — вбити ведмедя голими руками. Девіз міста — «Шляхетний дух робить великою навіть маленьку людину» («A Noble Spirit Embiggens the Smallest Man») — приписують Джебадаї. Спочатку він подорожував зі своїм другом, Шелбівіллем Манхеттеном, але між ними стався розбрат — Шелбівілль хотів заснувати місто, в якому можна одружитися зі своїми сестрами, а Джебедая був категорично проти цього, в результаті кожен з них залишився при своєму, а на карті США з'явилися два нових міста — Спрінгфілд і Шелбівілль.
В епізоді «Lisa the Iconoclast» Ліса Сімпсон при підготовці доповіді з уроку історії виявила в Спрингфілдському музеї зізнання Джебедаї Спрингфілда, в якому написано, що до заснування міста він був піратом на ім'я Ганс Спрингфілд, а буйвола він насправді не осідлав, а вбив. Також стало відомо, що його язик дійсно був зі срібла (до цього дослідники вважали, що срібний язик — це метафора, що говорить про приголомшливі ораторські здібності Спрингфілда). Однак, жителі Спрингфілда, як і раніше, шанують Джебедаю як героя і засновника міста, тому що Ліса зберегла своє відкриття в таємниці.
Назва міста перекладається як Польове родовище, Родовище оточене кільцем. Цю назву та навіть значення дали місту черниці Св. Терези Авільської. За її передсмертним видінням, саме тут мали знайти діамант миру. Ним виявилась Маргарет-Меґґі Дж. Сімпсон.

### XIX століття
У 1852 народилася прапрабабця Ліси — Еліза Сімпсон. У 1860 вона мала отримати свого першого раба, але не була рабовласницею. Наступного вечора Еліза пішла на бал до полковника Бернза за першим рабом. Вона була членом підпільної залізниці. Ця організація допомагала тікати рабам на північ. На балу вона пробралась у сарай Бернза і допомогла своєму майбутньому першому рабу Вірджиллу. Та їх помітили патрульні, тож Еліза з Вірджиллом сховалися в придорожніх кущах і потрапили в мандрівний цирк. З його допомогою вони втекли до дому Елізи. Але Гайрам, батько Елізи, ненавидів чорношкірих, а Вірджилл був одним із них, втім скуштувавши пончик Вірджилла, він залишає хлопця в себе. Проте, за тиждень полковник Бернз приходить до Сімпсонів і влаштовує скандал з Гайрамом. На шум прибігає Еліза, а після фрази Бернза «Гарні дівчата радують очі, а не вуха», Мейбл, мати Елізи, здогадалася, що Гайрам здасть їх і підготувалася до цього. Вона напала на Гайрама та Бернза з рушницею, але не стріляла. Разом з Вірджиллом вони втекли на північ. І що ближче був кордон, то більше вони закохувались один в одного. А на кордоні Вірджилл зробив Мейбл пропозицію. Мейбл розлучилася з Гайрамом. У них народився син Ейб, прадід Абрахама (Гомерового батька). Оскільки Вірджилл не мав власного прізвища, вони взяли собі прізвище Сімпсон, щоб залишити собі серветки з монограмами S. Еліза померла в 1952 році, перед смертю встигнувши записати свою усну історію-сповідь.

### ХХ століття
У середині 20-го століття місто досягло піку свого розвитку, коли в ньому побудували завод з випуску автомобілів-амфібій, що здатні пересуватися по воді, як човен. Половина жителів США носила знамениті Спрінгфілдські калоші. В ці часи місто було на підйомі. Але через деякий час відбувся економічний крах, коли з'ясувалося, що аквамобілі можуть мимоволі вибухати після пробігу в 600 миль, і завод довелося закрити. Місту так і не вдалося піднятися з колін після цього випадку.

### Наші дні
Попри закриття заводу з виробництва амфібій, кілька серйозних підприємств все ж таки залишилися в місті. Багато хто з містян працює на концерні, що виробляє пиво «Кнур». У Спрингфілді виробляють феєрверки та виготовляють мільйони картонних коробок. Крім цього в місті був завод з виробництва подушок, який пізніше був зруйнований. Також у місті базується сталеливарний завод, але найбільше підприємство Спрингфілду — це атомна станція.
В епізоді «Worst Episode Ever» згадується, що у повоєнний час уряд США намітив Спрингфілд як тренувальну ядерну мішень. Це означає, що у випадку ядерної війни всі країни-союзники США будуть обстрілювати Спрингфілд, щоб налаштувати і пристріляти свою зброю.
В епізоді «Bart-Mangled Banner» Барт випадково показує зад у напрямку прапора США, і Сімпсонам доводиться взяти участь у ток-шоу, щоб пояснити, як все було насправді. Проте, ведучий шоу виставляє все таким чином, ніби в Спрингфілді ненавидять усю Америку. Коли більша частина США починає ненавидіти Спрингфілд у відповідь, Мер Квімбі змінює назву міста на «Свободовіль» («англ. Liberty-Ville»), сподіваючись таким чином заслужити прощення нації.
В епізоді «Trash of the Titans» Спрингфілд був переміщений. Це сталося після того, як Гомер став санітарним інспектором, і почав заповнювати сміттям місто, поки воно не перетворилося на одне велике звалище. Тоді було прийнято рішення пересунути місто на п'ять миль вниз по дорозі.

## Географія
Спрингфілд оточують ущелини, гігантські сандали, гірський хребет, пустеля, ліс, річка, озера, долини, рівнини, лужне плато і вулкан. Місто розташоване на березі океану, і з міста веде тільки один міст.

### Поділ міста
Місто поділено на кілька районів: нетрі, нижню східну частину (Єврейський Квартал), Чайнатаун, Спрингфілдські висоти, «Бум Таун», Східний Спрингфілд, Віддалені ранчо, Джанківілль, Район Картонних Коробок, Південний Кальмаровий Порт, Маленький Нью-Джерсі, Кректаун, російський квартал, Західний Спрингфілд, Тибет-таун, Грецький район, Маленька Італія, Спрінгфілдська Маленька Україна (даний квартал вперше з'являється в 1 серії 23 сезону «The Simpsons». У кварталі знаходиться кав'ярня «Царбакс», медичний заклад «Божевільні в Україні», Козацька п'ята авеню та Льодова арена «Гарячий як Троцький») і Квартал Геїв.
В епізоді «A Tale of Two Springfields» місто було розділене стіною на дві частини — Старий Спрингфілд і Новий Спрингфілд через невдоволення малозабезпечених містян введенням нового телефонного коду. Мер Квімбі захопив контроль над Старим Спрингфілдом, в той час як Гомер Сімпсон став керувати Новим Спрингфілдом. Пізніше міста об'єдналися в одне, після концерту за мир групи The Who.
Головна вулиця міста знаходиться в жахливому стані через мешканців, які возять важкі вантажі на автомобілях і залишають на колесах ланцюги, навіть після того, як сніг розтанув. (Гомер в одному з епізодів їхав головною вулицею з роялем, прив'язаним до даху свого автомобіля, з ланцюгами на шинах, які ламали асфальт і при цьому зі сміхом кричав: «Дивіться, як ламається асфальт!»). Деякі ями на вулиці стали такими широкими, що в них провалюються легкові та вантажні автомобілі.
Найближчі до Спрингфілду міста це Норт Гевербрук, Шелбівілль, Огденвілль та Кренфорд
У багатьох епізодах міський ландшафт відрізняється. Іноді можна бачити хмарочоси в діловому центрі, а іноді місто повністю складається з невеликих затишних будиночків.

### Клімат
Спрингфілд розташований у місцевості, де не є рідкістю опади, як у вигляді дощів, так і у вигляді сильних снігопадів. Однак, переважно небо безхмарне й місцевість залита сонцем.
Поруч з містом розташований величезний водний масив — океан, за містом — високі гори, саме ж місто розташоване на річці, що протікає через ущелину. Всі ці фактори призводять до того, що клімат в місті не можна назвати м'яким. Навпаки, трапляються різні природні катаклізми, такі як сходження лавин, землетруси, кислотні дощі, повені, шторми, удари блискавок, торнадо, виверження вулкану і метеоритні дощі.
Незважаючи на погодні катаклізми, містяни стійко переносять усю негоду.

### Забруднення навколишнього середовища
Відповідно до книги «Ми вже там? Путівник по Спрингфілду», гостям міста настійно рекомендується ходити в захисних костюмах і носити із собою лічильник Гейгера, тому як місто є одним з найбільш радіоактивно забруднених в США. Причина цього в тому, що атомна станція була побудована в часи, коли політика комісії з нагляду за атомними об'єктами була незвичайно м'яка, і захист реактора побудували не з декількох захисних шарів цементу, свинцю і графіту, а зі звичайного гіпсу.
Управління заводу видає персоналу премії за допомогу у швидкому й тихому усуненню ядерних відходів: в декількох епізодах бочки із залишками ядерного палива були помічені в підвалі будинку Сімпсонів. Крім цього, Спрингфілд є найбільшим в штаті звалищем старих покришок, пожежа на якій не припиняється ось вже 35 років, що теж не покращує якість повітря.
В епізоді «Trash of the Titans» Гомер Сімпсон був обраний санітарним інспектором Спрингфілда. Після розтрати річного бюджету за один місяць (на покупку розкішних костюмів для прибиральників і нових вантажівок), він придумав план для заробітку грошей, і Спрингфілд став брати гроші з інших міст, за те, щоб ті привозили свої відходи та нагромаджували їх у печери поруч з містом. Незабаром печери виявилися переповнені, і сміття вирвався на простори Спрингфілда, в результаті чого все населення та будинки були змушені переїхати на п'ять миль вниз по дорозі.
У повнометражному мультфільмі «Сімпсони в кіно» Гомер спровокував грандіозну екологічну катастрофу, скинувши відходи в спрингфілдське озеро. Через це місто накрили величезним куполом.

## Населення та Культура
Географічне положення Спрингфілда ніколи явно не вказується. Його зображують абсолютно середнім, невеликим американським містечком, що майже не має культурних цінностей, хоча деякі визначні пам'ятки є. В основному люди, спрингфілдці небагаті й мають доходи нижче середнього, або середні, хоча трапляються й винятки — надзвичайно багатий Монтгомері Бернс, Ліндсі Нейджл, Доктор Гібберт, Райнер Вульфкасл, Адвокат з синіми волоссям, Кент Брокман, Мер Квімбі і його родичі, Стейсі Лоувелл (творець ляльок Малібу Стейсі) та інші члени Спрингфілдского заміського гольф-клубу.
В епізоді «Whacking Day» провінційна обмеженість Спрингфілда проявляється у відсталій традиції «вигнання змій» — щорічному забиванню кийками до смерті всіх змій в окрузі. Лісі Сімпсон вдається покласти край цій традиції за допомогою соул-співака Баррі Уайта.
У спрингфілдців дуже погана репутація. За висловом Доктора Гібберта, це місто, де найрозумніші не можуть нічого, а найтупіші заправляють усім. Журнал «Тайм» одного разу присвятив Спрингфілду велику статтю «Найгірше місто Америки», а Newsweek назвав місто «Американським звалищем». Більшість містян дуже тупі, страждають на ожиріння і завжди швидко виходять із себе. Крім цього, мешканці міста в основній своїй масі заперечують прогрес і науку, як приклад цього можна навести спробу спалення Сеймура Скіннера за те, що він стверджував, що Земля обертається навколо Сонця.
Підтвердженням дурості мешканців Спрингфілда може служити епізод «Bart's Comet». В епізоді на місто повинна була впасти комета, а єдиний міст із міста виявився зруйнованим. Багато спрингфілдців намагалися вибратися з міста, стрибаючи через зруйнований міст на своїх автомобілях і падали у Спрингфілдську ущелину. В іншому епізоді, коли в місті лютував грип, містяни зажадали у Доктора Гібберта ліків. Коли він відповів, що єдині ліки — це дотримання постільного режиму, і все, що він їм дасть, виявиться не більш ніж плацебо, дурні мешканці негайно почали трощити та ламати вантажівки на стоянці в пошуках плацебо, при цьому ненароком розворушили гніздо бджіл-убивць. Дурості містян допомагають некомпетентному та корумпованому мерові Квімбі раз у раз переобиратись на посаду мера.
Ще кожен містянин вважає своїм обов'язком піти на міську площу до мерії, щоб взяти участь у вирішенні, що робити з грошима, які раптово звалилися на місто. В результаті всі будинки та офіси в місті залишилися порожніми й були пограбовані Гадюкою та іншими злочинцями. Гадюка, пробираючись в черговий будинок, сказав «хіба це місто може бути ще хоч трішки тупіше?»
В епізоді "Marge vs. the Monorail "згадуються три найдурніші речі, зроблених в Спрингфілді: будівництво хмарочоса з паличок від морозива, гігантського збільшувального скла і ескалатора в нікуди, доїхавши до вершини якого, люди падали вниз.
Слід також зазначити, що мешканці Шелбівілля набагато дурніші й відсталіші, ніж мешканці Спрингфілда, можливо, через свій неприродний потяг до сестер.
В повітрі Спрингфілда постійно присутній якійсь дивний запах, незвичний і неприємний для нових мешканців. На звикання до нього зазвичай іде близько шести тижнів, у реальному житті з такою проблемою стикаються міста, поряд з якими є целюлозно-паперові комбінати, однак у серіалі не згадується, що таке виробництво є в Спрингфілді, тому ймовірніше за все, неприємний запах походить від заводу з варіння свинячого сала. Спрингфілд — перше місто в США, яке відмовилось від метричної системи.
Спрингфілд зайняв трьохсоте місце в списку міст, придатних для життя, і коли члени Менси оселилися в ньому, зміг піднятися до 299, обігнавши Іст Сент-Луїс.
Ожиріння — одна з головних проблем міста, в епізоді «Sweets and Sour Marge» зазначається, що Спрингфілд увійшов в "Книгу рекордів пива Кнур (пиво) як «найжирніше місто на землі».
Парадоксально, але багато хто з відомих людей, такі як: Алек Болдуін, Кім Бейсінгер, Рон Ховард, Мел Гібсон, Джордж Плімптон, Джо Неймат, Марк Макгвайер, Дон Ріклс, Марк Хемілл, Стівен Кінг та Стівен Хокінг, президенти Джеральд Форд, Джиммі Картер і Джордж Буш-старший та інші, які в різний час відвідали Спрингфілд, а деякі з них купили там нерухомість.
В одному штаті зі Спрингфілдом розташовані сотні забігайлівок McDonald's та Burger King, але жодна з них не розташована безпосередньо в Спрингфілді. У Спрингфілді практично немає ресторанів фастфуду, крім Красті Бургер, який має монополію на постачу фастфуду в місто. В епізоді «The Mook, the Chef, the Wife and Her Homer», розкривається, що Клоун Красті платить Товстому Тоні, щоб той тримав якомога далі від Спрингфілда дві основні мережі забігайлівок.

### Демографія
Спрингфілд — багатонаціональне і багатоконфесійне місто. У місті проживають європеоїди (Родина Сімпсонів, Родина Фландерсів, родина Ван Хутенів, родина Віггамів, Садівник Віллі, Утер, директор Скіннер), афроамериканці (Доктор Гібберт з сім'єю, Карл та Лу), латиноамериканці (Людина-бджола), індійці (Апу Нахасапімапетілон і його родина) і східні азійці (Куки Кван, Акіра).
Однак, в епізоді «Duffless», директор Скіннер відзначає, що в початковій школі Спрингфілда зовсім немає дітей-азійців.
Існує велика різниця в добробуті між фінансово успішними містянами, такими як Клоун Красті й Містер Бернс (стан якого, за оцінками журналу Форбс, становить приблизно 8,4 мільярда доларів), та представниками найбідніших верств (Нельсон Мюнц, Клітус Спаклер). Відповідно до епізоду «Papa's Got a Brand New Badge» населення міста становить 30 720 осіб.
В епізоді «A Tale of Two Springfields», Мардж зазначає, що населення у Спрингфілді зростало так швидко, що в місті довелося вводити додатковий телефонний код. У половині міста залишився старий (636), в іншій половині — з'явився новий (939).

### Злочинність
У місті є кілька в'язниць — Спрингфілдська в'язниця, Спрингфілдська колонія-поселення, Спрингфілдська жіноча в'язниця і Державна в'язниця ім.Монтгомері Бернса. У кількох епізодах, наприклад «The Seven-Beer Snitch», показується, що Спрингфілд розташований в штаті, де досі практикують страти, про це красномовно свідчить електричний стілець і газова камера, розташовані у виправних установах. Також у місті є психіатрична лікарня під охороною «Тихий ліс» («англ. Calmwood»).
Департамент поліції Спрингфілда на чолі із шефом поліції Кленсі Віггамом — корумпована і абсолютно некомпетентна організація. В основному нам показують тільки трьох співробітників поліції — Віггама, Лу й Едді, хоча, коли Мардж поступає на службу в поліцію, нам показують і інших співробітників департаменту, які в основному сміються над нею.
Двічі в історії міста Спрінгфілдській поліційний департамент був позбавлений своїх повноважень. У першому випадку їх замінили п'яні дружинники, введені Гомером, щоб забезпечити найкращий захист «Найбільшому у світі кристалу фіаніту» від талановитого злодія-ведмежатника. А в епізоді «Papa's Got a Brand New Badge» обов'язки з підтримання порядку в місті взяла на себе охоронна фірма «Спрингщит», очолювана Гомером і його помічниками, Ленні і Карлом. В епізоді "Homer vs. The Eighteenth Amendment "посаду шефа поліції була тимчасово передано Рексу Баннеру, але в кінці епізоду його катапультували із міста.
В основному, організована злочинність в місті контролюється сицилійською мафією очолюваною Жирним Тоні і його спільниками, але також є і трохи представників японської Якудзи, між ними сталося, як мінімум, одна війна за територію. У місті є і українська мафія, але вона не контролює майже нічого.

### Культура та мистецтво
У Спрингфілді знаходиться оперний театр, відкритий амфітеатр, ботанічний сад, жива джазова сцена. Одного разу місто було обрано розважальної столицею штату. Крім цього, у місті надзвичайно багато для такого невеликого містечка музеїв — Музей Спрингфілда (один з найцінніших експонатів якого — найбільший у світі кристал фіаніта), Спрингфілдській Дім Знань, Спрингфілдській Музей історії природи та Музей Марок. Одного разу у Спрингфілді побудували концертний зал, але його закрили після того, як всі пішли з відкриття після двох перших музичних тем із П'ятої Симфонії Бетховена, і з тих пір в будівлі розташована Державна в'язниця ім. Монтгомері Бернса. У серії Any Given Sundance 19 сезону говориться що у Спрингфілді є Академія мистецтв будівля якої зроблена з сирої глини і кожен вечір перебудовується

### ЗМІ
Головна газета в місті — «Спрингфілдський Покупець». KBBL-студія — головний постачальник новин, найпопулярніший телеканал — KBBL-TV (6-й канал), на якому працюють відомі в Спрингфілді журналісти Кент Брокман, Скотт Крістіан і Арні Пай. На цьому ж телеканалі Клоун Красті і Третій Номер Мел представляють своє комедійне шоу. Білл і Марті ведуть ранкове шоу в ефірі радіо KBBL. Як альтернатива імперії KBBL, існує іспаномовний «Канал Очо» (ісп. «Восьмий канал») з власною зіркою — Людиною-Бджолою, який утримує увагу латиноамериканській авдиторії за допомогою своєї безглуздої мильної опери.

### Релігія
Віра та релігія відіграють важливу роль у житті Спрингфілдського суспільства. Найбільша церква в місті — Перша Спрингфілдська Церква «Західного Відділення Американського Реформістського Пресвілютеранства» на чолі з Преподобним Лавджоєм. Також до послуг вірян синагога (рабин Хайман Крастофскі), католицька церква (Центральний міський собор), Англіканська церква (з масажними лавками), і буддистський храм. Індус Апу тримає статую Ґанеші в задній кімнаті свого магазинчику «На швидку руку» і, можливо, молиться там, а в початковій школі навчається кілька менонітів. Також у місті є Свідки Єгови.
В епізоді «The Joy of Sect» багато Спрингфілдців вступили в культ «Переселенців», але незабаром полишили його, коли розкрилося, що це шахрайство. Згідно зі словами Преподобного Лавджоя в книзі «Сімпсони: Гід по Спрингфілду», у місті також є невелика група людей, що відкололися від Старолютеранців, щоб молитися «Скромному вугільному фільтру». Ленні Леонард, Карл Карлсон і Ліса Сімпсон — буддисти-практики. Крім усього перерахованого вище, у місті є Клуб Каменярів (зараз перейменоване в «Стародавнє Без-Гомерне Суспільство»), членом якої є майже кожен чоловік в місті, окрім Гомера Сімпсона. Члени його повинні виконувати певні містичні ритуали, крім щотижневого нічного пильнування та участі в пивних фестивалях та турнірах з пінг-понгу.
Міський уряд цілком світський. У 1963 році вийшов закон, що забороняє молитися в будинках, що належать місту. В одному з епізодів можна побачити напис «Вільно від релігії з 63 р.» на цеглі в будівлі мерії. В епізоді «Sweet Seymour Skinner's Baadasssss Song» Шкільний інспектор Чалмерз звільняє з посади директора Неда Фландерса після того, як той вимовляє «Слава Господу!» по шкільній радіотрансляції, що суперечить чинній в американських школах забороні на молитви.

### Спорт
У Спрінгфілді є декілька спортивних команд й об'єктів: «Спрінгфілдські Ізотопи»- бейсбольна команда нижчої ліги, яка одного разу ледь не переїхала в Альбукерке, штат Нью-Мексико, де реальна команда нижчої ліги час від часу змінює свою назву на Ізотопи, Спрінгфілдський Трек,- Ралі Монстрів Вантажівок (за участю Грузозавра), команда з американського футболу «Спрінгфілдські Атоми», футбольна команда «Спрінгфілдські Палиці», хокейна «Спрінгфілдські Лід-ізотопи», Спрінгфілдська Асоціація Боксерів-Напівпрофесіоналів і трек для собачих перегонів, крім того, в Спрингфілді є іподром.
Діти мають великий вибір секцій: хокей, футбол, американський футбол, волейбол, але найпопулярніший серед них — бейсбол. Проте, коли Мардж на одному із загальноміських зборів заявила «… і я люблю бейсбол» натовп незадоволено загудів. Мається на увазі, що ці дитячі секції сильно недофінансовуються — в одному з епізодів волейбольний сезон закінчується, після того, як м'яч лопається, потрапивши на шпичасту зачіску Ліси.
Також у Спрингфілді є трек для перегонів NASCAR, який став декораціями смерті Мод Фландерс
Спрингфілд майже був обраний як столиця літніх олімпійських ігор, але комедійний виступ Барта розсердив представників МОК, і вони вирішили провести Олімпіаду в Шелбівілі. В одному з епізодів розповідається про те, що в місті могла з'явитися команда НФЛ, але Абрахам Сімпсон напав на комісара ліги, прийнявши його за грабіжника, поки той намагався зателефонувати від Сімпсонів — і місто залишилось без професійної команди.

## Інфраструктура

### Уряд
Нині посаду мера міста займає демократ Джо Квімбі, корумпований політик, який один раз використав кошти з міської скарбниці, щоб знищити своїх ворогів, а потім найняв на ці ж гроші собі адвокатів. В епізоді «Sideshow Bob Roberts» він був легко зміщений зі свого поста Другим номером Бобом, але пізніше повернувся на своє місце, після того, як Боба викрили у фальсифікації голосів. В епізоді «See Homer Run» відбулися перевибори, але ніхто з нових кандидатів не набрав достатньо голосів, щоб змістити його.
В епізоді «They Saved Lisa's Brain» мер поспішно покинув місто через історію зі «зниклими» коштами міської лотереї, члени міського відділення МЕНСИ (Ліса Сімпсон, Доктор Гібберт, Ліндсі Нейгл, Продавець коміксів, і Професор Фрінк) захопили владу над містом. Вони перевели всі годинники в місті на метричний час, прибрали зелені вогні зі світлофорів, і внесли місто в список 300 найкращих міст США, зайнявши там 299 рядок, обігнавши Іст Сент-Луїс, штат Іллінойс.
У Палаті представників США Спрингфілд свого часу був представлений конгресменом Бобом Арнольдом, якого пізніше відкликали через корумпованість. Однак, в епізоді "Mr. Spritz Goes to Washington "йдеться про те, що Хорейс Вілкокс був конгресменом від Спрингфілда з 1933 року. Можливо, це пояснюється переглядом кордонів округу. Після смерті Уїлкокса в Конгрес від Республіканців балотувався і був обраний Клоун Красті. Відповідно до епізоду «The Ziff Who Came To Dinner» він займає цю посаду досі.

### Закони, постанови та ініціативи
Азартні ігри дозволені у Спрингфілді, нарівні з весіллям гомосексуалів, торгівлею дітьми та риболовлею з динамітом. В епізоді "Homer vs. The Eighteenth Amendment "з'ясувалося, що в місті ось вже 200 років як оголошений сухий закон ("Цим документом забороняється виготовлення та розпивання спиртних напоїв у Спрингфілді під страхом катапультування "), і він відразу ж був введений в силу, але все закінчилося після того, як історики відкрили, що закон був скасований через рік після свого видання. Буцання консервної бляшанки також є тяжким злочином, що трактується як «забруднення».
У місті діє кілька незвичайних і чудернацьких правил, таких як «шефу поліції належить одна жива свиня кожен місяць і дві дівчини» і «забороняється влаштовувати перегони білок у себе в штанах і ставити на це гроші».
Поправка 24, згідно з якою слід депортувати з міста всіх нелегальних іммігрантів, що пройшла, набравши 95 відсотків голосів в епізоді «Much Apu About Nothing» (однак, майже всім емігрантам через іспит вдалося домогтися статусу містян, з єдиним винятком в особі Завгоспа Віллі). Мардж і її родина успішно пролобіювали Поправку 242 «Сім'я на першому місці», що відбулася в серії "Marge vs. Singles, Seniors, Childless Couples and Teens, and Gays ". В епізоді «Three Gays of the Condo», видно рекламний щит, встановленого Патті і Сельмою, що закликає голосувати за поправку 104 «Гомер геть із міста!». У «Lisa the Simpson», Ліса виступила в ток-шоу, щоб обговорити поправку 305 про введення знижок на автобусні тарифи для вдів загиблих на війні — пропозиція, проти якої люто виступив Гомер.

### Освіта
У Спрингфілді досить багато освітніх установ, як державних, так і приватних: для дошкільнят — Школа імені Айн Ренд, дві початкові школи: Початкова Школа Спрингфілда та Початкова Школа Західного Спрингфілда, католицька школа для дівчаток під керуванням франко-канадських черниць (Школа Святого Себастьяна для зіпсованих дівчаток), середня школа неподалік від Таверни Мо і кілька вищих навчальних закладів.

### Транспорт

#### Автобусне сполучення
Спрингфілдська міська територія обслуговується Громадською Автобусною Службою. На маршрутах є такі зупинки, як «Кректон», «Заправка Аеропорту» і «Зона 51А». Відповідно до епізоду «Lost our Lisa» по понеділках, середах і п'ятницях ходить маршрут 22, по вівторках і четвергах — 22А. Ще є маршрут 108, його можна побачити в епізоді Future-Drama.

### Спрингфілдський Аеропорт
Спрингфілдський місцевий інтернаціональний аеропорт. Розташований у приміський зоні. Аеропорт має надзвичайно довгу злітну смугу — як показано у серії «Пивна матуся» (16 сезон) злітна смуга аеропорту сягає не менше 4 кілометрів. Аеропорт для США є важливим повітряним вузлом — рейси у Спрингфілд здійснюються щотрихвилини з різних міст як Америки, так із закордонних країн. У цьому аеропорті у серіалі побували Елтон Джон, Брежнєв, Джордж Буш та інші відомі реальні зірки.
Оскільки аеропорт міжнародний, саме з цього аеропорту Сімпсони досить часто вирушали у закордонні поїздки: у Танзанію, Токіо, Бразилію. З Сімпсонами у цьому аеропорті траплялися непорозуміння з персоналом(хоча і у інших теж траплялися подібні інциденти) — наприклад через шахрайство Гомера з підробленим паспортом, підроблені авіаквитки Барта, вдавання Гомера за каліку, спроби Мардж вдати 5-дітну матір (разом з їхнім собакою і котом у дитячому одязі) або безквиткові подорожі родини у Японію та Китай тощо. Через часті виходки Гомера та інших; працівники не раз забороняли і Гомеру, і Барту, і іншим здійснювати польоти цією авіалінією. Ось Барт стоїть не вперше у адміністрації у «чорному» списку (за те, що порушував громадський порядок у одному з польотів).
Аеропорт у серіалі часом служить для розв'язки епізодів (наприклад з переслідуванням одного з головних персонажів, наприклад Апу або Мардж). Гомер також стверджує: «З нашого аеропорту — неможливо втекти»; що не раз сам доводив, побивши пілота літака і не дозволивши йому написати привітання дружині Апу, або за допомогою Віггама завадив поїздці Мардж та Мо на Оаху, Гаваї (16 сезон, серія «Пивна матуся»).
З Спрингфілдського Міжнародного Аеропорту існує пряме сполучення з деякими великими містами: Париж, Франція («The Crepes of Wrath»), Тирана, Албанія («The Crepes of Wrath»), Нью-Йорк, США («A Star Is Burns»), Вашингтон, США, Лондон, Велика Британія («The Regina Monologues»), Токіо, Японія («Thirty Minutes Over Tokyo»), Гаваї («Thirty Minutes Over Tokyo»), Ямайка («Thirty Minutes Over Tokyo»), Канберра, Австралія (назва міста не оголошується, але про це можна здогадатися з того факту, що у там є Посольство США) («Bart Vs. Australia»), Бомбей, Індія («The Two Mrs. Nahasapeemapetilons»), Бангалор, Індія (назва міста не оголошується, але присутня в назві епізоду) («Kiss Kiss, Bang Bangalore»), Пекін, Китай («Goo Goo Gai Pan»), Танзанія («Simpsons Safari»), Портленд (Орегон) («We're on the Road to D'ohwhere»), Швейцарія (точне місце не називається; «Treehouse of Horror VII»), Ріо-де-Жанейро, Бразилія («Blame It On Lisa»), Стокгольм, Швеція (Сегмент «Frinkenstein» в «Treehouse of Horror XIV»), Атланта, США («Нью-Йорк проти Гомера Сімпсона»)

#### Автостради
Кілька великих шосе проходять через місто, включаючи Шосе Майкла Джексона (Раніше відоме як Шосе Далай-лами), недобудоване шосе Бена Метлока, Шосе 95, Шосе 202, і сільське шосе 9.

#### Метрополітен
У місті є метрополітен, із зупинкою на 3-й вулиці, яку можна побачити в «Bart Sells His Soul». Саме метро жодного разу не показується, але можна зрозуміти, що воно є.

#### Трамвай
В епізоді «Three Gays of the Condo» можна побачити трамвай, маршрут якого проходить через гей-селище.

#### Тролейбус
В одному з епізодів збанкрутілий бізнесмен говорить Лісі, що за 5 центів можна проїхати на тролейбусі до Міського стадіону.

#### Монорейка
Відповідно до епізоду «Marge vs. the Monorail» у місті нетривалий час існувала монорейкова дорога, побудована на надлишок бюджетних коштів за планом одного шахрая. Після тестового кола несправності конструкції ледь не призвели до катастрофи для Гомера, який працював машиністом, і для всього міста. Злякавшись долі, яка спіткала місто Норт Хевербрук і місто Огденвілль, два інших містах, де був введений в дію монорельс, більше цю систему, не використовували.

#### Інше
Також у місті є залізниця, занедбаний акведук та ескалатор в нікуди.

### Таверна Мо
Таверна Мо відкрилася коли Мо було 24 років. Працює вже рівно 20 років. Вивіска «Таверна Мо» була зроблена самим Мо. Таверна Мо працює нелегально і санепідеміологічні служби часто намагалися закрити бар. Бар Мо одного разу і справді був закритий, проте згодом Мардж Сімпсон допомогла відремонтувати бар і
перетворити на англійський паб.
Інтер'єр бару справді депресуючий — усе в середині бару у сутінках і така антисанітарія, що постійно в барі знаходитись
може хіба що постійний жилець — Барні Ґамбл. Крім того, всередині бару жахливий безлад: підлога в брудних плямах, жодного вікна (вірніше, воно є, але брудне настільки, що злилося зі стіною), барне дзеркало настільки запилене, що крізь нього не можливо нічого побачити, повсюди сотні щурів і ще одна істота — барний кіт Снукамс (Мо його полюбляє). Навпроти барної стійки стоїть більярдний стіл. Замість жіночого туалету — кімната з фотографіями Мо-боксера, кілька нагород, відро, де він спльовував під час бою, стіл, та там нелегально утримуються панди та касатки. Замість підвалу у Мо є ціла кімната тортур, бо, виявляється Мо — колишній хірург. У Мо є іще одна забавка — Механічний Бик-атракфіон, який Мо, очевидно, вкрав з лунапарку, а також старий гральний автомат, дартс, патифон, у який він заховав золоті монети інків вкрадені у злочинця Змія і маленький телевізор, який Мо іноді вмикає. А також «дошка пошани найкращих бухариків».
Барна стійка Мо дуже запилена і майже ніколи не протирається. Під нею лежать різні сумнівні предмети: каністра бензину (для самопідпалу Мо або підпалу бару Мо), двохствольний дробовик, пляшка спирту, лялька Вуду на Барні, банка з маринованими яйцями, банка з африканськими бджолами-мутантами і безліч різного сміття.
Кран з пивом «Кнурр» є об'єктом постійних нападів Барні Гамбла. А пляшки з вином за барною стійкою — намальовані. Проте вино у барі таки є але лише декілька пляшок колекційного вина сторічної витримки. А також іноді робить коктейлі «Гарячий Мо», рецепт якого вкрав у Гомера і «Крабовий коктейль». У Мо також є дуже древній екземпляр недописаної поеми Вільяма Шекспіра, яку він використовує замість хустинки.
У ще одному приміщенні у підвалі часто збирається мафія на чолі з Жирним Тоні і клоун Красті і інші сумнівні особи. Мо жахливо боїться приїзду перевірки і кожен раз ховає усіх товарищів і тварин у шафі або виганяє їх. Колись у Мо була російська рулетка, проте Мо вирішив її забрати.

#### Люди, що присутні в барі
- 38-річний Барні Ґамб. Барні є головним відвідувачем депресивного бару Мо, де він постійний клієнт. Час у Таверні Мо Барні може проводити нескінченно довго, бо єдиний інтерес його життя пити і ще раз пити. Враження, що Барні просто живе у барі не фальшиве — у серії «Хряцдень» Барні навіть забуває, що з бару Мо є вихід. Навіть каже Мо, що жив би у барі, якби Мо не закривався. У випадку, якщо Мо випхне Барні з бару, то він лишиться ночувати прямо під дверима. Проте найчастіше, Барні ночує у туалеті Таверни Мо. У серії «Нью-Йорк проти Гомера Сімпсона», Барні вибраний водієм, який має бути тверезим і чекає доки гулянка закінчиться. Симтоми залежності наступають одразу — у Барні без пива починають трястися пальці. На одному фестивалі розливання пива, Барні уперше вирішує бути тверезим, проте тримається лише чотири хвилини і більше витримати не може.

У епізоді «Винагорода за Ідіотизм», Барні помічає непритомного Гомера і Мо у палаючому барі. Проте одразу кричить «Тільки не випивка!» і рятує усе пиво з таверни Мо, а вже потім своїх друзів. У серії «Дорога вина і Доу», Барні зав'язує пити алкогольні напої, проте одразу присідає на каву з дуже великим вмістом кофеїну. Любов Барні до кави дратує Мо, який іноді називає Барні «кавоманом». Барні також подобаються приколи над Мо, він висміює самого Мо. Наприклад, коли Мо питається «Хто тута Проста Тит, у кого простатит?», Барні вигукує: «У тебе!», або коли Барт дзвонить з телефона Скіннера до Мо і просить «Гомера Сексуаліста» (на російському дубляжі Сексуального Гомера) і Мо питає, «Хто тут Гомо Сексуаліст?», а Барні каже: «Ти!!!». А також Барні полює на вантажівки «Кнурр», які привозять пиво до Мо і майже все випиває, якщо водіям не пощастить втекти. Присутній на дошці пошани Мо.
- Гомер Джей Сімпсон — інший 38-річний частий клієнт у Таверні Мо. У серії «Зіфф, що прийшов на обід», Гомер згадує, що п'є вже чверть століття, тобто 25 років, тобто з 13 років. Відомо точно, що Гомер ходить до Мо ще з 20 років і уперше так напивається, що з його організму Доктор Гібберт дістає цілу крапельницю пива (приблизно 12 літрів). За словами Гомера — найнебезпечніа доза пива — 0. Більшість часу після роботи на АЕС Гомер проводить саме там,  разом з Карлом та Ленні. Зазвичай бар Мо показується саме тоді, коли Гомер туди заходить. Гомер теж формально алкоголік і часто напивається, і його часто несе говорити на найрізніші теми, найчастіе про мультики: про Телепузиків, Трансформерів, Злюк Бобрів та іноді свою сім'ю. У 13 сезоні він описує свою сім'ю так: «Мардж, хлопчик Барт, дівчинка Барт, неговіркий Барт і жирний тип, я його ненавиджу». Цікаво, що під час сп'яніння Гомер сам себе ненавидить. Інший приклад: Гомер п'яний часто говорить різні дурниці, а потім падає на підлогу щоб знищити докази сказаного. У серії 13 сезону «Гомер стає Мо», Гомер назначається Мо замість бармена на час поїздки Мо до коледжу барменства. У одній з серій п'яний Гомер дзвонив у NASA лаючись, що йому набридли запуски ракет. Тверезим з бару Гомер дододому майже не повертається. Саме у Гомера Мо вкрав рецепт коктейлю, який назвав «Гарячим Мо».

- Ленфорд «Ленні» Леонард — один з найкращих друзів Гомера, Барні і Мо. Уперше він з'являється  в барі у серії Гарячий Мо. Ленні рідко можна побачити п'яним, хіба що у серії Нью-Йорк проти Гомера Сімпсона. Зазвичай Ленні сидить на правому краю стільці, біля Карла. Через поганий характер Мо, Ленні постійно його критикує і у серії «Гомер стає Мо», каже, що Гомер набагато кращий бармен ніж Мо. Також у 16 сезоні Мо готує Ленні сюрприз — робить йому торт у вигляді його улюбленого стільця, проте на свято Гомера не запрошував (щоб той «не розпатякав по усьому світу»). Проте Гомер приходить у бар раніше і сідає на «торт-стілець» і псує свято. Також Ленні можна побачити у повному фільмі у Таверні Мо перед викраданням усього майна з бару. Зазвичай Ленні у барі не сильно відрізняється від себе на роботі чи будь-де він так само говорить із Карлом ніпрощо.
- Сем в Леррі — двоє жалюгідних і бідних 40-45 річних невиліковних алкоголіка, подібно до Барні. Їх роль у серіалі дуже невелика, вони з'являються нечасто. Єдине місце, де їх можна знайти — Таверна Мо. Вони там теж перебувають увесь день бо можливо бездомні. Вони завжди були безробітними людьми без майбутнього. Тепер їхня єдина втіха — пити пиво. Із серій можна побачити, що вони зазвичай сидять у кутку Таверни Мо і п'ють один кухоль вдень. За словами Мо — вони його давні клієнти, можливо, його однолітки і абсолютно себе не поважають. Окрім цього Сем і Леррі — професійні мародери.
- Карл Карлсон — як і Гомер, Карл одягається досить примітивно — коричневі штани, рожевий светр і сіру куртку. Він завжди ходить зі своїм другом Ленні Леонардом і любть посидіти в Таверні Мо разом з Гомером і Барні. Як і Гомер — Карл теж іноді напивається, а одного разу з друзями знищив початкову школу Спрингфілда. Іноді Карл ходить устриптиз-бар разом з Ленні і він усе ще закоханий у Мардж. На роботі Карл нічим не відрізняється від Гомера — так само запізнюється на роботу, спить і часто ходить в їдальню.
- Вейлор Смізерс молодший — нерідко бував у таверні Мо. Зазвичай він там з'являється через чергові сварки з містером Бернсом. П'є багато. Ленні, Карл та Гомер його недолюблбють через його надмірне ставлення до Бернса.
- Кнурман — нерідкий гість таверни Мо. Кнурман також постійно їздить у компанії веселих дівчат на автобусі, рекламуючи пиво. Часто заїжджає до таверни і роздає всім пива на шару задля реклами. Привселюдно називає Барні своїм найбільшим фаном і любителем «Кнура».

### Лівомаркет
Лівомаркет (англ. The Leftorium) — магазин у центрі Спрингфілдського торгового центру, власником котрого є шульга Нед Фландерс. Мріючи з християнського обов'язку допомогти усім лівшам міста Спрингфілд, він займається продажем виробів і товарів виключно для лівші.
Як і Таверна Мо у серіалі, Лівомаркет без точної адреси: у серіях 2-го і 3-го сезонів бізнес ніби-то находиться у центрі міста, а вже в серіях 14-го сезону торговий центр чітко видно з будинку Сімпсонів. Одне певне — магазин є в торговому центрі на другому поверсі або вище, оскільки перед магазином спускаються східці ескалатора.
Уперше магазин з'явився, коли Нед у третьому сезоні (із назвою «Коли Фландерс провалився») з початком серії влаштував бенкет із приводу його відкриття. На магазину були присутні всі — за винятком Гомера, який у грі згодом висловив бажання, щоб Фландерс збанкрутував. Коли згодом так і сталося, докори совісті настільки мучили Гомера, що він розповів іншим про нерентабельність Лівомаркету, — чим і спромігся врятувати бізнес Фландерса.
Магазин є у Неда єдиним джерелом прибутку: у ньому Нед є і власник, і консультант, і продавець, і прибиральник. Усе пов'язано з м'яким характером Фландерса, який видає безплатні талони на паркінг, занижує ціни в крамниці — та навіть часто роздає товари задарма. До речі, інша причина і в тому, що в місті аж не так уже й багато шульг, адже можна порахувати таких: Барні, Джимбо, Бернс, Мо, шеф Віггам — та епізодичних персонажів таких як Бджола і Капітан Маккалістер.
У Неда в магазині нерідко бувають своєрідні проблеми: він часто стає жертвою дрібних крадіжок за участю як і малих хуліганів Кірні, Нельсона, так і дорослих як Снейк, але у поліцію він ніколи не звертався — навіть коли йому часто прямо з-під носа викрадали речі. У коміксі № 064 Фландерс об'єднав свої зусилля зупинити злодіїв разом з Апу і продавцем коміксів. Тоді можна було дізнатись, що дрібними крадіжками займались навіть Джесіка Лавджой (десятирічна дочка Тіма Лавджоя) і Мілгаус. Проте коли Альбертсон змонтував плівку на комп'ютері, де Барт ніби-то викрадав шоколад з Квікі-Марту, їхня операція провалилась, але потім зізнався — і їх гурт на тому розколовся.

## Виноски
1. 1 2  Довідка про місто на сайті The Simpsons Archive [Архівовано 4 грудня 2008 у Wayback Machine.]
2. ↑   [Архівовано 15 лютого 2022 у Wayback Machine.]
3. ↑  Embiggen - слово, створене Сімпсонами, додано до словника США
4. ↑  Сімпсони 20 сезон 13 серія .
5. ↑  Сімпсони 21 сезон 13 серія
6. 1 2  серія «Злови їх, якщо зможеш»